# Antonín Braun
Antonín Braun (1709–1742) byl barokní sochař a řezbář tyrolského původu. Byl synovcem Matyáše Bernarda Brauna, po kterém zdědil jeho sochařskou dílnu.

## Dílo
- Většina pískovcových plastik v zahradě zámku ve Valči, originály umístěny v lapidáriu[1] (od r. 1982 část soch dočasně umístěny v konventu bývalého benediktinského kláštera v Kladrubech)[2]. Kopie soch z Valče jsou součástí výzdoby pražské stanice metra Malostranská.[3]
- Socha sv. Jana Nepomuckého a alegorické sochy Víry a Naděje zdobící kapli sv. Jana Nepomuckého ve Sloupu v Čechách
- Poprsí sv. Kosmy a sv. Damiána, poprsí Jana Nepomuckého z let 1735-1740, pískovcové plastiky z nik na jižním portálu kostela sv. Mikuláše v Praze. Sv. Jan Nepomucký byl po zrušení kostela darován Přešticím na jižním Plzeňsku, osazen na most přes Úhlavu, roku 1909 se soše pádem do řeky rozbila hlava, restaurátoři Jan Bradna a Jiří Novotný poté rekonstruovaný originál předali do Lapidária Národního muzea, kopie se v říjnu 1987 se vrátila do niky kostela sv. Mikuláše[4]
- Nadživotní sochy sv. Mikuláše a sv. Prokopa, a k nim protějškové sochy sv. Benedikta a sv. Scholastiky, dále alegorické sochy Starého a Nového zákona, alegorie Víry, Naděje, Lásky a Mírnosti na jižním průčelí staroměstského kostela sv. Mikuláše v Praze
- Nadživotní sochy českých patronů sv. Josefa, Víta, Václava, Zikmunda, Ludmily a Ivana na věžích staroměstského kostela sv. Mikuláše v Praze[5]